# Georgian Bay
La Georgian Bay (in francese: Baie Georgienne) è una grande baia del Lago Huron, situata sulla sponda canadese in Ontario. Il corpo principale della baia si trova a est della penisola di Bruce e a sud dell'isola Manitoulin.
La Georgian Bay è circondata (elencati in senso orario) dal Distretto di Manitoulin, Distretto di Sudbury, Distretto di Parry Sound, Distretto di Muskoka, Distretto di Simcoe, dalla Contea di Grey e dalla Contea di Bruce. Il Main Channel separa la penisola di Bruce dall'isola Manitoulin e collega la Georgian Bay al resto del Lago Huron. Il North Channel del Lago Huron, situato tra Manitoulin e il Distretto di Sudbury, a ovest di Killarney, una volta era un importante percorso per le navi a vapore ed ora è usato principalmente da imbarcazioni da diporto per viaggi da e per la Georgian Bay.
Le rive e i corsi d'acqua della Georgian Bay furono il dominio dei popoli nativi degli Anishinaabeg nel nord e degli Huron-Petun (Wyandot) a sud. La baia fu una grande via commerciale degli Algonchini e degli Huroni. Samuel de Champlain, il primo europeo ad esplorare questa regione tra il 1615 e il 1616, chiamò la baia come La Mer douce (il dolce mare). Venne ribattezzata "Georgian Bay" in onore di Giorgio IV dal tenente della Royal Navy Henry W. Bayfield nel 1822.
Alcune isole della baia costituiscono il Parco nazionale delle isole della Georgian Bay.